# 티몹스코예

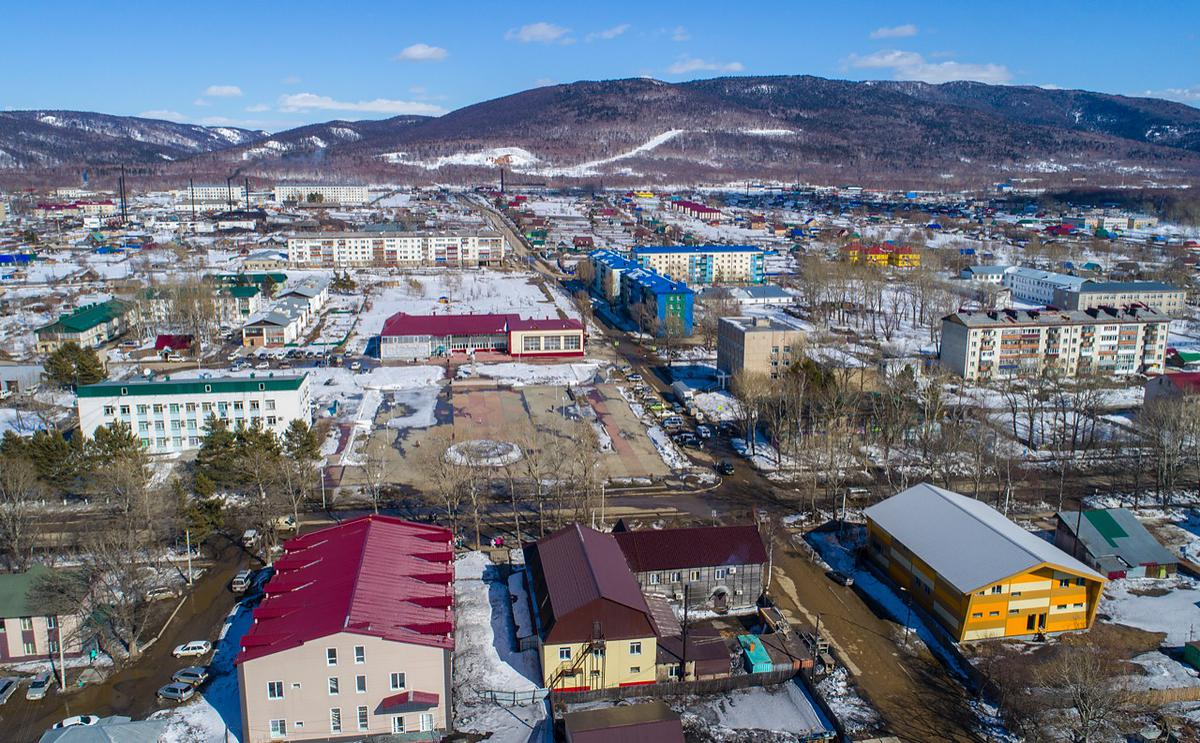

티몹스코예(러시아어: Ты́мовское)는 사할린 주 티몹스키 군의 중심지로, 인구는 1,000명이다. 역이 위치해 있다.
1880년에 지어졌다.